# Цагакшино
Цага́кшино — село в Тунгокоченском районе Забайкальского края России. Входит в состав сельского поселения «Нижнестанское».

## География
Село находится на расстоянии 60 км к юго-востоку от села Верх-Усугли, административного центра района.

## История
До 1983 года село входило в состав Шилкинского района.

## Население
| 1989 | 2002 | 2010 | 2021 |
| ---- | ---- | ---- | ---- |
| 11   | ↘9   | ↗15  | ↘11  |